# Métahumour

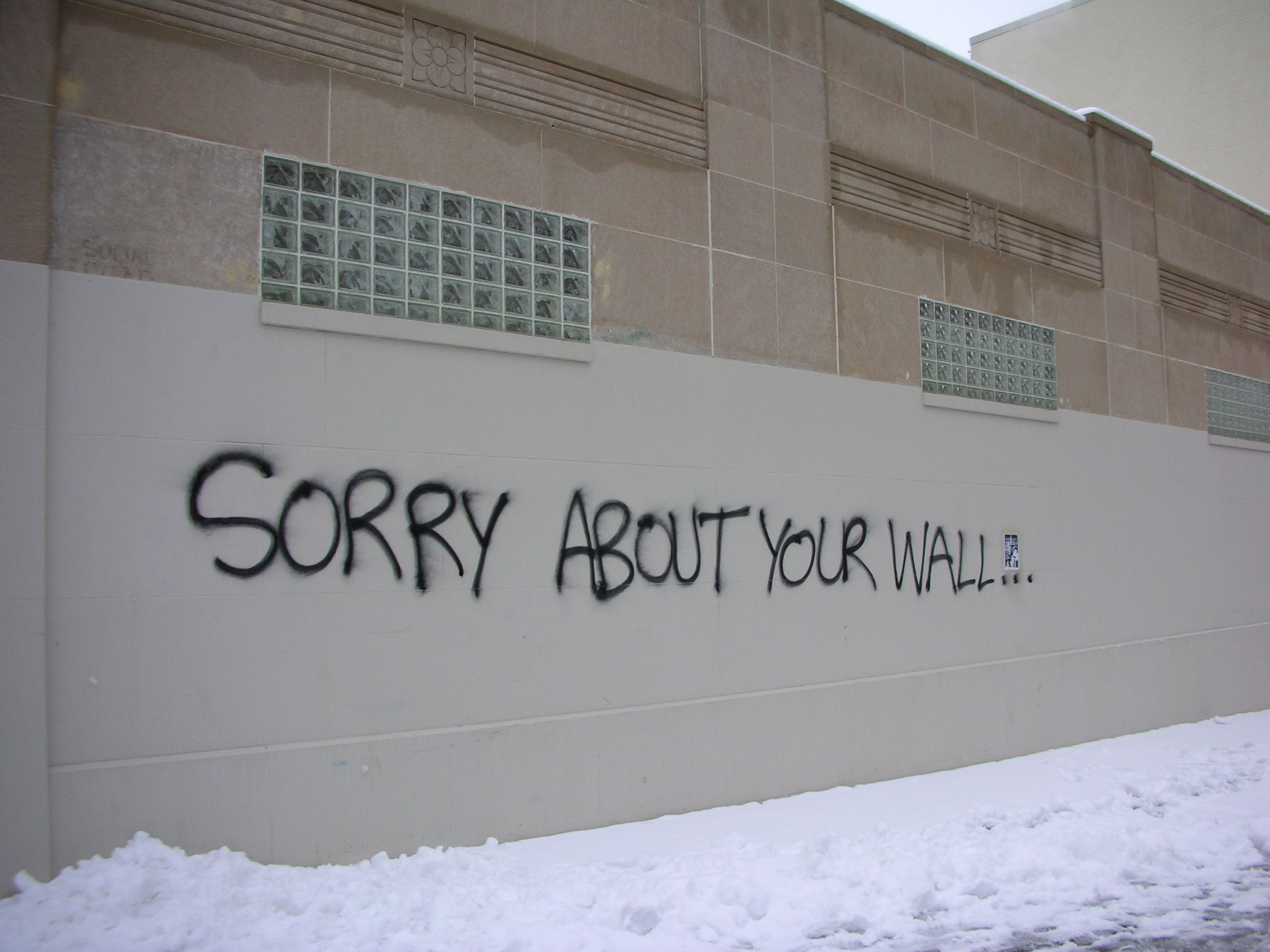
Exemple de métahumour sous la forme d'un graffiti

Le métahumour (de l'anglais meta-humor) est de l'humour autoréférentiel. Le métahumour prend généralement la forme d'humour à propos de l'humour, mais il peut aussi, de manière plus générale, être de l'humour qui recourt d'une manière ou d'une autre à un procédé d'autoréférence. Le préfixe méta- est utilisé ici pour décrire la façon dont une blague ou un genre humoristique s'applique à lui-même, de la même façon que dans métadonnée (metadata), une donnée sur les données, ou métafiction (metafiction), une fiction dans une fiction, par exemple un film dans un film (Adaptation) ou une pièce de théâtre dans une pièce (Hamlet), etc.
Une blague de métahumour ou métablague (de l'anglais meta-joke), va fréquemment parler d'une autre blague de manière explicite : « Un Anglais, un Irlandais et un Écossais entrent dans un bar. Le patron du bar les regarde et dit : « Quoi ? C'est une blague ? » ».

## Utilisations
Le professeur de philosophie américain Marc Galanter (en), dans l'introduction de son livre Lowering the Bar: Lawyer Jokes and Legal Culture cite une métablague dans le discours du Chief Justice William Rehnquist : « j'ai souvent commencé mes déclarations avec une blague sur les avocats, une caricature d'un avocat véreux, avide et non-éthique. Mais j'ai rapidement arrêté cette pratique. J'ai compris que les avocats de l'assistance ne trouvaient pas ces blagues drôles et que les non-avocats ne savaient pas que c'était une blague ».
Le métahumour est largement utilisé dans les domaines du cinéma et de la télévision contemporaine, notamment dans les sitcoms ou les émissions de comédie. On peut citer : The Office, Community, The Daily Show, etc.